# Ascogaster albitarsus
Ascogaster albitarsus är en stekelart som beskrevs av Henry J. Reinhard 1867. Ascogaster albitarsus ingår i släktet Ascogaster och familjen bracksteklar. Arten är reproducerande i Sverige. Inga underarter finns listade.